# Rezerwat przyrody Jezioro Neliwa
Rezerwat przyrody Jezioro Neliwa – wodny rezerwat przyrody położony w województwie warmińsko-mazurskim, w powiecie działdowskim, w gminie Rybno. Leży w granicach Welskiego Parku Krajobrazowego.
Akt powołujący: Rozp. Nr 57 z dnia 29.12.06 r. w sprawie uznania za rezerwat przyrody „Jezioro Neliwa” (Dz. Urz. Woj. Warm.-Maz. Nr 6, poz. 138 z 11.01.07 r.).
Rezerwat zajmuje powierzchnię 16,50 ha (akt powołujący podawał 16,5195 ha).
Celem powołania rezerwatu jest ochrona zanikającego eutroficznego jeziora wraz z niewielkim fragmentem zlewni, ochrona siedlisk chronionych oraz rzadkich gatunków roślin i zwierząt. Powierzchnia jeziora porośnięta jest roślinnością wodną – dominuje osoka aloesowata (Stratiotes aloides). Stromy brzeg o ekspozycji północnej porośnięty jest lasem klonowo-lipowym nazywanym grądem zboczowym. Z rzadszych gatunków występują tu m.in. turzyca strunowa (Carex chordorrhiza), fiołek torfowy (Viola epipsila), jezierza morska (Najas marina) i kokoryczka okółkowa (Polygonatum verticillatum). Zbiorowiska roślinne otaczające jezioro są miejscem występowania 41 gatunków ptaków, w tym 20 lęgowych.
W 2014 roku na terenie rezerwatu powstała wieża umożliwiająca obserwację tafli jeziora oraz żyjącego tam ptactwa W jej okolicach zaczyna się ścieżka dydaktyczna „Nad Neliwą” o długości około 3 km, oznakowana kolorem zielonym.